# Venera 13 y 14
Venera 13 y Venera 14 (en ruso: Венера-13, Венера-14 o también conocidos como Venus 13 y Venus 14) fueron un par de sondas espaciales idénticas del programa espacial soviético para la exploración de Venus. La Venera 14 (equipada con micrófonos) fue la primera sonda espacial en grabar los sonidos de otro cuerpo celeste (en este caso de Venus).
Ambas naves fueron construidas para aprovechar la oportunidad de lanzamiento a Venus en 1981 y lanzadas al espacio con un margen de cinco días: Venera 13 el 30 de octubre de 1981 a las 06:04:00 UTC y Venera 14 a las 05:31:00 UTC, ambas con una masa orbital bruta de 760 kg.
Venera 13 transmitió la primera grabación de sonidos reales de otro planeta, incluidos sonidos del viento venusiano, el aterrizaje al chocar contra el suelo, la extracción de la tapa de la lente pirotécnica y su impacto en el regolito, y la acción del aparato de perforación del regolito.

## Desarrollo de la misión
Las sondas llegaron a su destino cuatro meses después de su lanzamiento y enviaron un lander (módulo de aterrizaje) sobre Venus el 1 de marzo de 1982. Cada misión consistía en una nave remolcadora ("bus") y una sonda de descenso ("lander") que iba sujetada a la primera.
El módulo de aterrizaje había sido herméticamente sellado bajo presión, este contenía el instrumental y la electrónica y estaba montado en una plataforma en forma de anillo coronado por una antena. El diseño era similar a los Lander de las Venera 9-12. Llevaba instrumental para tomar mediciones químicas e isotópicas, para medir la difusión de la luz solar y para registrar las descargas eléctricas durante la etapa de descenso a través de la densa atmósfera venusina. 
La nave utilizó un sistema de cámara, un sistema de espectometría fluorescente, un taladro de rosca y catador de superficie, penetrómetro dinámico, y un sismómetro para conducir investigaciones de superficie. El módulo de aterrizaje de la Venera 14 tenía cámaras para tomar imágenes del entorno y brazos de resorte para medir la compresibilidad del suelo. Las ventanas de cuarzo de la cámara estaban cubiertas por tapas sobre las lentes, que se desprendieron después del descenso para poder tomar las fotografías, sin embargo, la tapa del objetivo cayó al suelo justo donde la sonda debía medir la tierra impidiendo a este tomar las muestras necesarias. Por esta razón debió utilizarse un taladro automático que tomó muestras de suelo que luego se colocaron para investigación en una cámara especial.
La composición de las muestras de la superficie se determinó mediante el espectrómetro de fluorescencia de rayos X, que mostró ser similar a los basaltos toleíticos oceánicos.
Los módulos de aterrizaje, que habían sido diseñados para durar 32 minutos sobre la superficie del planeta, sobrevivieron 127 minutos (a 457 grados Celsius y 89 atmósferas de presión) y los datos enviados a la Tierra llegaron con éxito, transmitiendo las primeras fotografías en color de la superficie de Venus.